# Деканат Дойчкройц
Деканат Дойчкройц — деканат католической епархии Айзенштадт.
Деканат  включает в себя 10 приходов.

## Приходы с церковными зданиями
| Приход — Pfarre                   | Святой покровитель — Patrozinium                    | Церковное здание — Kirchengebäude                                                | Изображение — Bild                             |
| Вепперсдорф (Weppersdorf)         | Троица (Hl. Dreifaltigkeit)                         | Приходская церковь Вепперсдорф (Pfarrkirche Weppersdorf)                         | Приходская церковь Вепперсдорф                 |
| Дойчкройц (Deutschkreutz)         | Воздвижение Креста Господня (Zur Kreuzerhöhung)     | Приходская церковь Дойчкройц (Pfarrkirche Deutschkreutz)                         | Приходская церковь                             |
| Коберсдорф (Kobersdorf)           | Николай Чудотворец (Hl. Nikolaus)                   | Приходская церковь Коберсдорф (Pfarrkirche Kobersdorf)                           | Приходская церковь                             |
| Лаккенбах (Lackenbach)            | Святой Пётр и святой Павел (Hll. Petrus und Paulus) | Приходская церковь Лаккенбах (Pfarrkirche Lackenbach)                            | Приходская церковь                             |
| Неккенмаркт (Neckenmarkt)         | Святой Дух (Hl. Geist)                              | Приходская церковь Неккенмаркт (Pfarrkirche Neckenmarkt)                         | Приходская церковь                             |
| Райдинг (Raiding)                 | Антоний Падуанский (Hl. Antonius von Padua)         | Приходская церковь Райдинг (Pfarrkirche Raiding)                                 | Приходская церковь Райдинг                     |
| Ритцинг (Ritzing)                 | Иаков Зеведеев (Hl. Jakobus der Ältere)             | Приходская церковь Ритцинг (Pfarrkirche Ritzing)                                 | Приходская церковь Ритцинг                     |
| Унтерпетерсдорф (Unterpetersdorf) | Святая Розалия (Hl. Rosalia)                        | Приходская церковь Унтерпетерсдорф (Pfarrkirche Unterpetersdorf)                 | Приходская церковь Унтерпетерсдорф             |
| Унтерфрауэнхайд (Unterfrauenhaid) | Вознесение Девы Марии (Mariä Himmelfahrt)           | Приходская церковь Унтерфрауэнхайд (Pfarr- und Wallfahrtskirche Unterfrauenhaid) | Приход и паломническая церковь Унтерфрауэнхайд |
| Хоричон (Horitschon)              | Маргарита Антиохийская (Hl. Margareta)              | Приходская церковь Хоричон (Pfarrkirche Horitschon)                              | Приходская церковь Святой Маргариты в Хоричоне |

## Внешние ссылки
- Официальный сайт епархии Айзенштадта  (нем.)
- Информация об епархии Айзенштадта  (англ.)
- Диоцез Айзенштадт  (нем.)
- Диоцез Айзенштадт (обзорная информация)  (нем.)
- Деканаты диоцеза Айзенштадт Dekanate  (нем.)
- Приходы диоцеза Айзенштадт Pfarren  (нем.)